# Свети Георги (Вертискос)
Вижте пояснителната страница за други значения на Свети Георги.
„Свети Георги“ (на гръцки: Ναός Αγίου Γεωργίου) е възрожденска църква в лъгадинското село Вертискос (Берово), Гърция, част от Лъгадинската, Литийска и Рендинска епархия.
Храмът е гробищен и е изграден в североизточния край на селото около 1830 година. Има 188 ценни икони, датиращи от началото на XVII до началото на XX век.
Църквата е трикорабна базилика. Може би е имала портик на южната стена, където има затворена врата. Големият резбован иконостас почти напълно отделя светилището от наоса. Храмът е изписан в 1843 година от Маргаритис Ламбу от Кулакия. Най-старите икони са от 1774 година.